# البرتوا
البرتوا (به لاتین: Albertowo) یک منطقهٔ مسکونی در لهستان است که در Gmina Gardeja واقع شده‌است.